# Ceratocapnos heterocarpa
Ceratocapnos heterocrapa es una especie de plantas de la subfamilia Fumarioideae en la familia Papaveraceae.

## Descripción
Es una hierba anual multicaule, con tallos de hasta 1,5 m ramificados. Las hojas son alternas, simples, divididas pinnadamente o ternadamente (formándose tres partes semejantes en cada división), largamente peciolada, con divisiones ovadas u ovado-elípticas y zarcillos terminales. Las flores son hermafroditas, zigomorfas, dímeras, dispuestas en racimos paucifloros con pedúnculos largos. Cáliz con 2 sépalos caducos. Corola de 4,5-5,5 mm, con dos pétalos externos, el superior con un espolón en la base, y dos internos más estrechos, rosados, con ápice de los pétalos internos de coloración más intensa. Androceo con dos estambres con 3 ramas (trífidos). Ovario súpero, con una sola cavidad. Frutos de cada racimo de dos tipos, prontamente caducos; los de la parte inferior de 3 x 2,5 mm, subrectangulares, comprimidos, indehiscentes, con una sola semilla (aquenios) con estilo persistente recto; los de la parte superior de 13-17 x 1,5-2 mm, ligeramente surcados longitudinalmente, comprimidos, con dos semillas, dehiscentes (folículo), generalmente prolongados en un pico ganchudo (uncinado).

## Distribución y hábitat
Endemismo ibérico-magrebí. Crece en matorrales de taludes más o menos umbríos. Florece y fructifica en primavera. Declarada VU (Vulnerable) en Andalucía.